# 同类相食

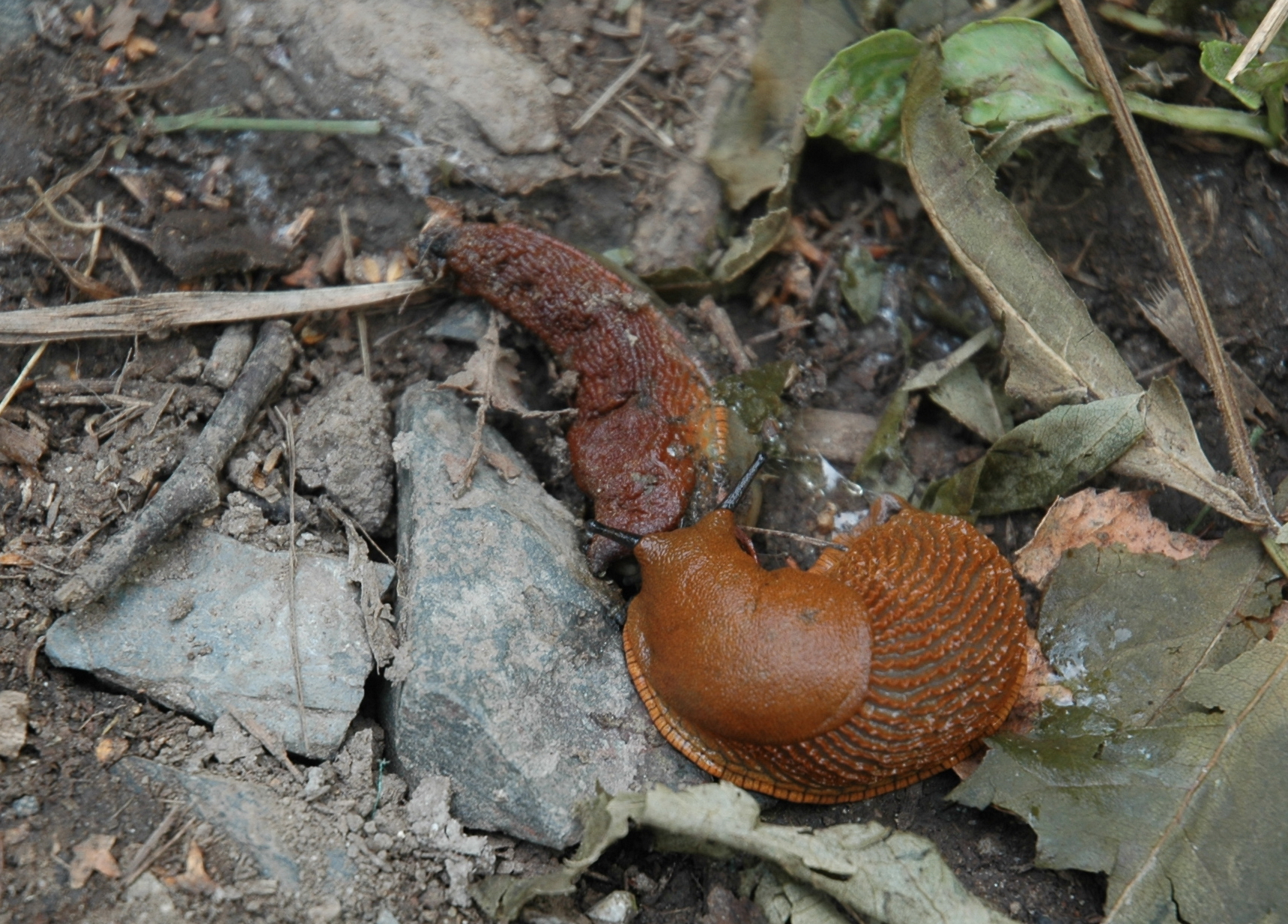
一隻西班牙蛞蝓取食另一隻死亡的同種蛞蝓

動物學中，同類相食、自相残杀或种内自残是指以同類作為食物的行為。在動物界中，這是常見的生態互動，記錄中有逾1,500物種有此行為，疾病、飢餓及族群密度都有可能導致同類相食的發生。同類相食在海洋世界中較為常見，通常陸地上的高級物種較少發生此現象。哺乳动物（含人类）的同类相食行为会引起傳染性海綿狀腦病。

## 種類

### 性別間同類相食
指雌性在交配前、交配時或交配後將雄性吃掉来为繁殖补充营养，这样能够产下更加健康的后代，是否吃掉的概率取决于雌性的饥饿程度；在極少數情況下，雌雄角色會互換。有此行為的包括雌性紅背蜘蛛、黑寡婦蜘蛛、螳螂、蝎子。

### 人類間的同類相食
人相食的原因大致上可分為多種，例如天災、仇恨或地區習俗等。天災例如饑荒、蝗災，地區習俗例如食人族。其中最著名的食人事件為發生在1846年至1847年之間發生的唐納大隊事件或太平洋戰爭末期的光苔事件與父島事件，另外中國抗日戰爭時期河南饑荒以及中共1959年-1961年三年大饑荒。

### 體型有關的同類相食
指較年長、體型較大的同類吃掉較年輕、體型較小的同類，一般認為其目的是減少競爭者，自然界中同類相食通常有助於增加該物種的適存度。
體型有關同類相食的一個例子是又稱秋行軍蟲的草地貪夜蛾。草地貪夜蛾的幼蟲普遍有同類相食的行為；然而有研究顯示草地貪夜蛾的同類相食可能會造成其適存度降低，包括生存率降低、蛹的重量降低、發育速度減緩等，而此行為的正面影響仍不清楚，可能與減少種內競爭有關，還有野外實驗顯示族群個體密度大時，被掠食者捕食的機率也會上升，因此透過同類相食降低個體密度可能可以減少被捕食的風險。

### 子宮內同類相食
亦作「胎內互殘」，指在子宮內數個胚胎中，較大或強的吸收了較弱的作為營養，最後只有一或兩個出世。鯊魚種類中，現已確知沙虎鯊（學名：Carcharinus taurus）有此情形，其它少數幾個鲭鲨属的成員則疑似有此類情形。 生存於石炭紀時期的全頭亞綱宫齒鮫屬被認為也具有子宮內同類相食的行為，主要證據來自於其所發現到剛出生不久的幼年個體化石已具有銳利如嘴喙的牙齒，且腸中還殘留有糞便。